# Alcaine
Alcaine – gmina w Hiszpanii, w prowincji Teruel, w Aragonii, o powierzchni 57,38 km². W 2011 roku gmina liczyła 69 mieszkańców.